# Embedded Processing Model of Working Memory
Dieser Artikel wurde auf der Qualitätssicherungsseite des Wikiprojekts Psychologie eingetragen. Dies geschieht, um die Qualität der Artikel aus dem Themengebiet Psychologie zu verbessern. Dabei werden Artikel verbessert oder auch zur Löschung vorgeschlagen, wenn sie nicht den Kriterien der Wikipedia entsprechen. Hilf mit bei der Verbesserung und beteilige dich an der Diskussion im Projekt Psychologie.
Im Gegensatz zu Baddeleys Arbeitsgedächtnismodell, das sich auf die Modalitäten (phonologische Schleife und visuell-räumlicher Notizblock) bezieht, konzentriert sich Nelson Cowan in seinem Modell auf die Funktionen und rückt die Modalitäten in den Hintergrund.

## Arbeitsgedächtnis nach Cowan

Embedded Processing Model of working memory. Es muss Dishabituation heißen, nicht Disabituation.

Arbeitsgedächtnis definiert Cowan als kognitive Prozesse, die Informationen in einem besonders zugänglichen Zustand halten, um komplexe kognitive Aufgaben zu lösen.
Die Arbeitsgedächtnisinformationen stammen aus hierarchisch angeordneten Strukturen. Dabei umfasst das Arbeitsgedächtnis den Fokus der Aufmerksamkeit und das aktivierte Gedächtnis, welche beide im Langzeitgedächtnis eingebettet sind. Dieses Arbeitsgedächtnis beinhaltet alle zugänglichen Informationen, die für das Lösen einer kognitiven Aufgabe benötigt werden.
Im Gegensatz zu Baddeleys Arbeitsgedächtnismodell, in dem das Langzeitgedächtnis und das Arbeitsgedächtnis zwei unterschiedliche Komponenten darstellen, ist das aktivierte Gedächtnis bei Cowan der Teil des Langzeitgedächtnisses, der sich in einem temporär aktivierten Zustand befindet. Eine Teilmenge dieser aktivierten Informationen gelangen in den Fokus der Aufmerksamkeit, wenn sie durch Aufmerksamkeitszuwendung in kognitiven Operationen verwendet werden.
Der Fokus der Aufmerksamkeit ist kapazitätsbeschränkt und Cowan nimmt an, dass nur 4 ± 1 unverbundene Items zu einem bestimmten Zeitpunkt im Fokus der Aufmerksamkeit gehalten werden können.

## Basismechanismen
Durch einen Stimulus werden bestimmte Elemente (Objektmerkmale) des Gedächtnisses aktiviert, zusammen bilden sie die Enkodierung des Stimulus, die im Arbeitsgedächtnis verwendet wird. Cowan geht davon aus, dass es automatische Enkodierung gibt, welche aber in ihrem Umfang begrenzt ist.
Die Eigenschaften der Repräsentation sind abhängig von der Modalität des Stimulus und seinen physikalischen Eigenschaften und der Rekodierung des Reizes. Wie Baddeley ist Cowan der Meinung, dass je ähnlicher sich die Stimuli sind, desto schwerer fällt die Unterscheidung.
Behalten: Items werden durch Suchprozesse (Rehearsal) im Fokus der Aufmerksamkeit gehalten, indem der Fokus über diese Items kreist.
Um die Items abzurufen, müssen sie in den Fokus der Aufmerksamkeit gebracht werden. Der Abruf aus dem Langzeitgedächtnis ist aufgrund der umfassenden Informationsstruktur zeitlich begrenzt. Hingegen muss der Abruf aus dem aktivierten Gedächtnis schnell erfolgen, da die Aktivierung zeitlich begrenzt ist. (10-20 s)

## Kontrolle und Regulierung
Durch die Aufmerksamkeitskontrolle gelangen Items automatisch oder willentlich in den Fokus der Aufmerksamkeit.
Die Aufmerksamkeit wird willentlich durch die zentrale Exekutive kontrolliert und automatisch durch die Orientierungsreaktion. Die Orientierungsreaktion (physiologische oder motorische Reaktion) erfolgt durch signifikante und neue Reize oder wenn sich die physikalischen Eigenschaften des gleichen Stimulus verändern.
Wenn Reize unverändert wiederholt werden, führt dies zu einer Habituation (Gewöhnung) und der Stimulus gelangt nicht mehr in den Fokus der Aufmerksamkeit.
Diese Mechanismen erfüllen die Funktion eines regulierenden Filters, wie er von Anne Treisman erklärt wird.